# Триас
| Триас преди 251–199.6 милиона години ПреК К О С Д К П Т Ю К Пг Н |                                               |
| Средно атмосферно съдържание на O2 през периода                  | ca. 16 Vol % (80 % от съвр. ниво)             |
| Средно атмосферно съдържание на CO2 през периода                 | ca. 1750 ppm (6 пъти прединдустриалното ниво) |
| Средната температура на повърхността през периода                | ca. 17 °C (3 °C над съвр. ниво)               |

| Еон                         | Ера Продължителност    | Период                 | Начало в млн. г. |
| --------------------------- | ---------------------- | ---------------------- | ---------------- |
| Фанерозой                   |                        |                        |                  |
| Неозой 65,5 млн. г.         | Кватернер              | 2,588                  |                  |
| Неозой 65,5 млн. г.         | Неоген                 | 23,03                  |                  |
| Неозой 65,5 млн. г.         | Палеоген               | 65,5                   |                  |
| Мезозой 185,5 млн. г.       | Креда                  | 145,5                  |                  |
| Мезозой 185,5 млн. г.       | Юра                    | 199,6                  |                  |
| Мезозой 185,5 млн. г.       | Триас                  | 251                    |                  |
| Палеозой 291 млн. г.        | Перм                   | 299                    |                  |
| Палеозой 291 млн. г.        | Карбон                 | 359,2                  |                  |
| Палеозой 291 млн. г.        | Девон                  | 416                    |                  |
| Палеозой 291 млн. г.        | Силур                  | 443,7                  |                  |
| Палеозой 291 млн. г.        | Ордовик                | 488,3                  |                  |
| Палеозой 291 млн. г.        | Камбрий                | 542                    |                  |
| Протерозой                  |                        |                        |                  |
| Неопротерозой 458 млн. г.   | Едиакарий              | 630                    |                  |
| Неопротерозой 458 млн. г.   | Криоген                | 850                    |                  |
| Неопротерозой 458 млн. г.   | Тоний                  | 1 000                  |                  |
| Мезопротерозой 600 млн. г.  | Стений                 | 1 200                  |                  |
| Мезопротерозой 600 млн. г.  | Ектасий                | 1 400                  |                  |
| Мезопротерозой 600 млн. г.  | Калимий                | 1 600                  |                  |
| Палеопротерозой 900 млн. г. | Статерий               | 1 800                  |                  |
| Палеопротерозой 900 млн. г. | Орозирий               | 2 050                  |                  |
| Палеопротерозой 900 млн. г. | Рясий                  | 2 300                  |                  |
| Палеопротерозой 900 млн. г. | Сидерий                | 2 500                  |                  |
| Архай                       | Неоархай 300 млн. г.   | Неоархай 300 млн. г.   | 2 800            |
| Архай                       | Мезоархай 400 млн. г.  | Мезоархай 400 млн. г.  | 3 200            |
| Архай                       | Палеоархай 400 млн. г. | Палеоархай 400 млн. г. | 3 600            |
| Архай                       | Еоархай                | Еоархай                | 4 000            |
| Хадей                       | Хадей                  | Хадей                  | 4 540            |

Триас (на старогръцки: τριάς, τριάδος; „Triade“ – триада, троица) е геоложки период от земната история, който обхваща първата третина на мезозоя. Започва преди около 250 милиона години и завършва преди около 200 милиона години, продължителност – 50 милиона години. Триасът се предшества от пермския период (последния период на палеозойската ера) и е наследен от юрския период. Названието триас възниква в резултат от обединяването на три комплекса пластове за първи път определени и систематизирани в геоложките разрези в Централна Европа: пъстър пясъчник, раковинен варовик и пъстър мергел (кейпер).

## Историческа справка
За първи път тези три геоложки пласта (слоеве) са обединени под названието „кейперски наслаги“ през 1831 г. от белгийския геолог Жан Батист Жулиен Омалиус д'Алуа (1783 – 1875) през 1831 г., а през 1834 г. немският геолог Фридрих Август Алберти (1795 – 1878) ги наименува триас. Впоследствие множество видни геолози допринасят за стратиграфското систематизиране на целия период и подробното му изучаване: Кристиан Леополд фон Бух (през 1831), Александър Кейзерлинг (средата на 19-ти век), Едуард Зюс, Йохан Едмунд Мойсисович (1839 – 1897), Вилхелм Хенрих Вааген (1841 – 1900), Дионис Щур (1827 – 1893), Карл Динер (1862 – 1928), Александър Битнер (1850 – 1902) и др.

## Периодизация
Първите триаски наслаги били изучени още в средата на 18-ти век на териториите на Средна Европа – в Германия и Североизточна Франция (т.н. Германски басейн), но поделянето им на серии и етажи поради тяхното своеобразие и бедност на органичните астатъци много трудно се проследявали. Голямо значение за систематизацията на средния и горния триас от вторато половина на 19-ти век започнали да играят морските наслаги открити в Алпите, а за долния – разрезите в Хималаите. Първоначално триасовият период се поделял на три серии, макар че същите не се явяват точни еквиваленти на пъстрите пясъчници, раковинните варовици и пъстрите мергели (кейпер) в Германския басейн. Геоложкия строеж на Северните Варовикови Алпи, където са обособени стратиграфските етажи анисий, карний, норий и ретий (ладина е обособен в Южните Алпи), се отличавал с много сложна структура и извънредно фациално разнообразие, което затруднявало установяването на истинската последователност на напластяванията и палеотологичните зони. През 1960-те години била предложена съвременната стратификация на периода, на базата на палеонтологичните зони в Северна Америка, където триаските разрези са най-пълни, а строежът им най-елементарен. Триаският период се поделя на три серии (отдела) – долен, среден и горен, които от своя страна се поделят на 7 „етажа“ – индий и оленский (долен триас), анисий и ладиний (среден триас), карний, норий и ретий (горен триас). обособените в Алпите етажи от средния и горния триас са получили световно признание, но общо прието деление на долния триас все ощи няма. В Алпите е обособен един (верфенски или скитски) или два (сейски и кампилски) етажа, а в Северна Америка – 4 етажа (гризбахски, динерски, смитски и спетски).
| Период | Система      | Етаж       | млн. год.   |
| ------ | ------------ | ---------- | ----------- |
| Юра    | Долна юра    | Хетангий   | младши      |
| Триас  | Горен триас  | Ретий      | 201.3–208.5 |
| Триас  | Горен триас  | Норий      | 208.5–~228  |
| Триас  | Горен триас  | Карний     | ~228–~235   |
| Триас  | Среден триас | Ладиний    | ~235–~242   |
| Триас  | Среден триас | Анисий     | ~242–247.2  |
| Триас  | Долен триас  | Оленьокий  | 247.2–251.2 |
| Триас  | Долен триас  | Индий      | 251.2–252.2 |
| Перм   | Лопингий     | Чангсингий | старши      |

## Обща характеристика
Към началото на триаса геосинклиналните структури в Западна Европа, Азия (Урало-Тяншанските и Монголо-Охотските пояси), Северна Америка и Източна Австралия се превърнали в млади платформи. Те се споили в едно цяло (континента Лавразия) в Северното полукълбо, а в Южното полукълбо се присъединили към континента Гондвана. Силно се стеснил Средиземноморския геосинклинален пояс, който разделял тези два континента, а Кордилерската и Източноазиатската геосинклинални области ги обграждали от запад и изток. През триаса континенталните площи, приблизително съвпадащи с платформите, господствали над морските басейни, които с малки изключения съответствали на геосинклиналите. Морският басейн Тетис заемал територията на Средиземноморския геосинклинален пояс, като от време на време е излизал извън неговите предели, а през ранния триас даже не го е обхващал напълно. Бореалният басейн е заемал северните части на Кордилерската и Източноазиатската геосинклинали и платформените области на Арктичните острови. Тихоокеанският басейн в по-голямата си част съответствал на Кордилерската и Източноазиатската геосинклинали. По бреговете на Атлантическия океан морски триасови наслаги отсъстват, като това позволява да се предположи, че този океан през това време все още не е съществувал. Присъствието на морски наслаги в Източна Африка и Мадагаскар свидетелстват за началото на формирането на Индийския океан.
Орогенните движения през триаса се проявяват слабо и те имат само местно значение. Древнокимерийската орогенеза в края на триасовия период създала нагънати съоръжения предимно в Източна и Югоизточна Азия. Херцинидите през триаса представлявали предимно планини, като в резултат на тяхното разрушаване на платформите, в отделни изолирани падини се натрупали континентални наслаги (пролувиални, речни, езерни, лагунни, еолови). През първата половина на периода континенталните наслаги се формирали също и в западните части на Средиземноморския пояс и в източните части на Кордилерската геосинклинала. Пясъчно-глинести пластове се натрупали в Средна Европа, в Източноевропейската платформа, в междупланинските падини на Урал, Северен и Южен Сибир, Северен Казахстан и Средна Азия, където в тези пластове значителна роля играят ефузивите и туфите. На Сибирската платформа продължават да се формират трапови формации, а в Южна Африка и Индия – пъстроцевтни пластове. Морски наслаги в пределите на платформите са разкрити в северните части на Сибирската платформа, Арктичните острови, в Средна Европа, Източна Африка и Мадагаскар.
През втората половина на триаса в Средна Европа се формирали гипсоносни пластове, а въглищни натрупвания се формирали в Предуралието, в Източен Урал, Севернен и Южен Сибир, в Средна Азия, Източен Индокитай, в Южните Апалачи, в Южна Америка, Южна Африка, Източна Австралия и в Индия. Освен това, в Апалачите се появява и вулканична дейност. Морски теригенни наслаги са открити в Канадския Арктичен архипелаг и на островите Шпицберген. Карбонатни седиментни наслаги господствали в Средиземноморския геосинклинален пояс, където голямо разпространение имали рифовите фации, образувани от отделяните варовици от водорасли, шестлъчеви корали, раковинни мекотели, иглокожи и други дънни организми. В по-дълбоките морски басейни се формирали червеноцветни цефалоподови варовици. В Кордилерската геосинклинала се отлагат теригенни и карбонатни наслаги, а в Източноазиатската геосинклинала – мощни пластове от глинести шисти, пясъчници и конгломерати, като навсякъде карбонатните и силициевите скални формации играят подчинена роля. През горния триас в Далечния Изток и Япония се натрупват континентални наслаги с въглищни пластове. През средния и късния триас се наблюдава мощно развитие на основен вулканизъм в Кордилерската геосинклинала и херцинидите на Апалачите и в по-малка степен в Източноазиатската геосинклинала. В Средиземноморската геосинклинала вълканизмът е слабо проявен.
Климатът през триаса е бил доста топъл, като през първата половина е по-сух, а през втората – по-влажен. Тропичния пояс е съвпадал с океана Тетис и южните части на Северна Америка, достигайки значителна ширина (до 60° на север и юг от екватора).

## Органичен свят
През 2-та половина на перма започва измирането на палеозойските групи от растения и животни, който процес продължава до края на триаса. В края на перма и особено в началото на триаса се появяват нови (мезозойски) видове растения и животни, които през целия период съжителстват с древни форми и чак в края на триаса или началото на юрата стават господстващи.

### Растителен свят
Растителният свят на сушата през първата половина на триаса е много близък до този на горния перм. Изчезват господстващите през палеозоя дървовидни плауни, каламити, кордаити, прапапрати и голяма част от древните иглолистни и обликът на растителността коренно се изменя, макар че новите групи растения все още не са се появили. В края на перма и началото на триаса преобладавали древните иглолистни и птеридоспермите (семенни папрати). Основните мезофитни групи растения (диптериеви папрати, сагови, бенетити, гинкови и мезофитни иглолистни) в значителни количества се появяват през 2-та половина на триаса, но чак до неговия край все още е голямо значението на древните групи (семенни папрати, древни папратовидни и иглолистни) и тези други групи, разцвета на които става през триаса (две семейства семенни папратовидни, иглолистни). В триаските морета голяма роля играли рифообразуващите водорасли (разкрити в Доломитовите Алпи).

### Животински свят
Най-характерната особеност на животинския свят през триаса е разцвета на влечугите, приспособили се към живот на сушата и в моретата, в пресноводните водоеми и във въздуха. Някои групи земноводни също преминали към живот в морето. Заедно с лабиринтодонтите и котилозаврите, съществували още през перма, се появяват характерните за мезозоя архозаври, ихтиозаври, редица групи синантозаври, лепидозаври и костенурки. В края на периода се появяват истинските костни риби и първите бозайници. Пресноводните басейни били обитавани още от малки ракообразни (остракоди) и филоподи. В триаските морета сред безгръбначните доминирали цератитите (главоноги мекотели), появили се в края на перма и измрели в края на триаса. Заедно с тях съжителствали пелециподи, гастроподи, наутилоидеи, а в малки количества съществували и настоящите амонити и белемнити. Значително, в сравнение с палеозая, намаляла ролята на брахиоподите, морските лилии и фороминиферите, а четирилъчевите корали се сменили с шестлячеви.

## Биогеографско райониране
За триаския океан Тетис (от Алпите до Индонезия) и морския басейн заемащ южните части на Северна Америка е характерна обилна и разнообразна фауна от безгръбначни, заедно с широкото развитие на карбонатни рифови фации в тропическата област. Друга биогеографска област с умерен климат се е разполагала на териториите на Бореалния морски басейн и басейните около Нова Зеландия и Нова Каледония, където тропическите форми на безгръбначните и рифовите фации отсъствали. Различията между тези области настъпва ясно в края на ранния триас. Границата между тях в течение на целия период слабо се е премествала на север в Западното полукълбо и на юг в Източното. Флората през първата половина на триаса е била еднообразна. Започвайки от средата на периода тропическа флора е разкрита покрай северните брегове на океана Тетис, а също в Апалачите и платото Колорадо. Много по-умерената флора е заемала териториите между Тетис и Бореалния басейн, а също и континентите в Южното полукълбо, включвайки и Антарктида.

## Полезни изкопаеми
С триаските наслаги са свързани находищата на въглища в Източен Урал, Южното Приморие, Япония, Виетнам, САЩ (Южните Апалачи), Южна Африка, Източна Австралия; на нефт и газ – в Прикаспийската низина, Далечния Изток, Великобритания, САЩ, Алжир, Либия; на диаманти в – Якутия; на уран – в САЩ (платото Колорадо); на калиеви соли – в Централна Европа; на медни и медно-никелови руди – в Норилск, Полша, САЩ, Канада; на оловно-цинкови руди – в Далечния Изток, Полша, Австрия; на сребърно-оловни руди – в Сърбия; на ценни строителни материали, в т.ч. знаменития карарски мрамор в Италия.
В България триаски утайки се развиват широко в Предбалкана, Стара планина, Средногорието, Краище и Странджа. В триаски варовици при Кремиковци са открити богати залежи на железни руди, а при Тюленово – нефт.